# بوآاو
بوآاو (به لاتین: Bo'ao) یک منطقهٔ مسکونی در جمهوری خلق چین است که در Qionghai واقع شده‌است. بوآاو ۳۱ کیلومتر مربع مساحت و ۱۰٬۰۰۰ نفر جمعیت دارد.